# Каменецкая летопись
«Камене́цкая ле́топись» («Каменецкая хроника», арм. «Կամենիցի տարեգիրք») — памятник средневековой армянской историографии. Посвящена истории армянской колонии Каменец-Подольского и охватывет период между 1430 и 1652 годами. Основная часть написана династией армянских хронистов из Каменец-Подольского — Ованесом Авагерецом, его сыном Григором и сыновьями последнего Акопом и Авксентом. В летопись включены также несколько анонимных хроник. Почти все события описаны очевидцами, что делает летопись крайне достоверным историческим источником.

## Авторы и содержание
Ованес (умер в 1610 году) отредактировал более ранние хроники и описал события 1560—1605 годов, Григор — события 1605—1610 годов, Акоп и Авксент (Оксент) — 1611—1621 годов. Их семья представляла армянскую аристократическую верхушку города. В летописи в основном рассказывается об армянах Каменец-Подольского и других армянских колониях Польши (Речи Посполитой), их связях с исторической родиной, а также о социальной структуре городов Восточной Европы, о борьбе населения региона против османских захватчиков и т. д. Некоторые части написаны на армяно-кыпчакском языке, например, повествование Авксента о польско-турецкой войне 1620—1621 годов. Эта часть послужила важным источником для более поздних историков. К примеру, в 1627 году автор «Истории Хотинской войны» Ованес Каменаци пишет: «После поисков я нашёл сочинение почтенного мужа, который, будучи очевидцем всех [этих событий], последовательно и подобающим образом, на чужом языке кратко изложил историю соответственно происходившему». Начиная с 1624 года «Каменецкую хронику» продолжили неизвестные авторы, на армянском и армяно-кыпчакском языках. В летопись было включено и армянское поэтическое произведение, созданное в Речи Посполитой — «Плач» Минаса Тохатци.

## Редакции
Сохранилась в двух вариантах. Оригинальная рукопись хранится в библиотеке венецианских Мхитаристов, неполная (содержит только события 1605—1613 годов) копия XVII века — в Парижской национальной библиотеке. Впервые опубликована в 1896 году, отдельные части были переведены на русский, украинский, французский, английский и румынский языки.
Рукописи
- Библиотека Мхитаристов (Сан-Ладзаро-дельи-Армени), рукопись № 1700
- Парижская национальная библиотека, рукопись Arm. № 194

Издания и переводы
- Г. Алишан. Каменец = Կամենից (арм.). — Венеция, 1896.
- E. Schütz. An Armeno-Kipchak chronicle on the Polish-Turkish wars in 1620-1621 (англ.). — Будапешт, 1968.
- Каменецкая хроника (1620—1621). — Османская империя в первой четверти XVII века. — М.: «Наука», 1984.
- Каменецкая хроника (1611—1613). — Кыпчакское историческое наследие. Т. I. Каталог и тексты памятников армянским письмом. — Алматы, 2002.
- Каменецкая хроника (1613—1627). — Кыпчакское историческое наследие. Т. I. Каталог и тексты памятников армянским письмом. — Алматы, 2002.